# Comté de Saint Joseph (Indiana)
Pour les articles homonymes, voir Comté de Saint Joseph.
Le comté de St-Joseph  est un comté de l'État de l'Indiana, aux États-Unis. Il comptait 265 559 habitants en 2000. Son siège est South Bend.